# Big in Japan (expression)

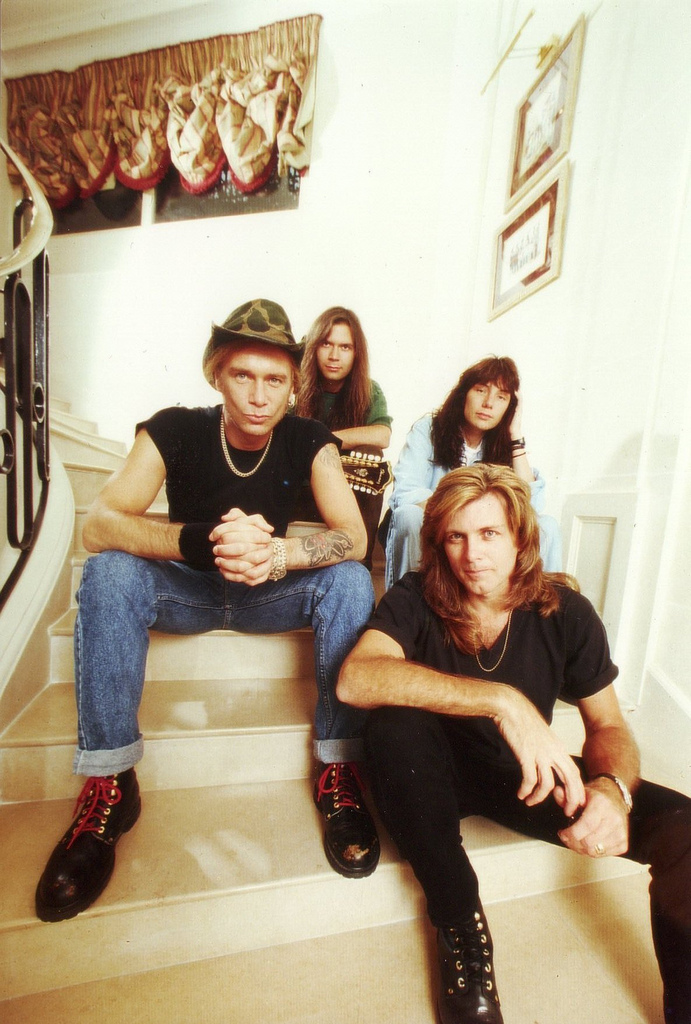
MrBig, groupe de rock

Pour les articles homonymes, voir Big in Japan.
« Big in Japan » (« célèbres au Japon ») est une expression anglaise appliquée aux groupes de rock américains (ou parfois anglais) qui sont passés de mode ou n'ont rencontré qu'un succès mitigé aux États-Unis et au Royaume-Uni, mais qui connaissent un triomphe au Japon.

## Explication
L'expression a commencé à apparaître dans plusieurs grands magazines japonais de rock étranger, en particulier dans le magazine Music Life, à la fin des années 1970, et dans la plupart des cas, les artistes « big in Japan » le sont devenus parce qu'ils étaient présentés par Music Life. Le concept est antérieur à la formule : Neil Sedaka a connu le succès au Japon avec One Way Ticket avant de percer dans son pays natal, les États-Unis. Un paramètre important est le fait qu'Elvis Presley, la plus grande star du rock en Amérique à la fin des années 1950, n'a jamais quitté les États-Unis (essentiellement parce que son agent, le colonel Tom Parker, n'avait pas de papiers en règle), et que cela a ouvert des opportunités sur des marchés étrangers comme le Japon pour des artistes plus obscurs comme Sedaka. Jimmy Osmond, qui n'est généralement qu'un accessoire de ses frères aînés The Osmonds en Amérique du Nord et en Europe, a enregistré plusieurs titres en japonais et a reçu plusieurs disques d'or pour ses enregistrements. Les Human Beinz, qui n'ont connu qu'un succès aux États-Unis, ont enregistré deux numéros un au Japon. À l'été 1977, les Runaways, qui ont eu du mal à s'imposer aux États-Unis, étaient le quatrième groupe musical importé le plus populaire au Japon, juste derrière les Beatles et Led Zeppelin .
Le groupe musical irlandais The Nolans, qui était pratiquement inconnu en Amérique du Nord, a vendu plus de 12 millions de disques au Japon, dépassant les Beatles, Michael Jackson, Adele et Ed Sheeran réunis. Ils sont également devenus le premier groupe international dont tous les albums ont atteint la première place dans le pays, ainsi que le premier à atteindre la première place à la fois dans les classements nationaux et internationaux japonais,.
Un autre exemple fameux est le groupe américain de surf rock « The Ventures », qui a connu un succès éphémère aux États-Unis dans les années 1960, mais a conquis un public japonais fidèle au point qu'alors qu'ils avaient quasiment disparu des programmations dans leur pays d'origine dès les années 1970, ils ont continué de donner plusieurs milliers de concerts au Japon jusqu'en 2006. 
Ce phénomène touche aussi certaines vieilles gloires françaises, comme Mireille Mathieu.